# 1995 في نيوزيلندا
فيما يلي قوائم الأحداث التي وقعت خلال عام 1995 في نيوزيلندا.

## سياسة

### انتهاء فترة المنصب
- 1 يناير – جون روبرتسون عضو مجلس النواب النيوزيلندي ‏.

## رياضة
- 1 يناير – كأس نيوزيلندا 1995 الفائز Waitakere City FC [الإنجليزية]‏.

## مواليد

### يناير
- 19 يناير – ميتشيل هنت
- 23 يناير – سكوت أمبروز درّاج طريق نيوزيلندي.
- 24 يناير – أيمي فيشر

### فبراير
- 7 فبراير – جويل ستيفانس لاعب كرة قدم نيوزلندي.
- 22 فبراير – أليوت كولير لاعب كرة قدم نيوزيلندي.
- 22 فبراير – ترافيس تايلور
- 23 فبراير – ديلون هنت لاعب رغبي نيوزيلندي.
- 25 فبراير – تيريزا فيتزباتريك
- 26 فبراير – جيسي إيدج لاعب كرة قدم نيوزيلندي.
- 27 فبراير – كوري مين سباح نيوزيلندي.
- 28 فبراير – تايلور باري

### مارس
- 1 مارس – فليتشير سميث
- 27 مارس – تي أتاوهاي هودسون - ويهونجي لاعب كرة قدم نيوزيلندي.

### أبريل
- 1 أبريل – جورج بريدغ
- 1 أبريل – جيمس بلاكويل لاعب رغبي نيوزيلندي.
- 11 أبريل – سارة ماسون متركمجة نيوزيلندية.
- 19 أبريل – بليك جيبسون لاعب رغبي نيوزيلندي.
- 20 أبريل – داميان ماكنزي لاعب رغبي نيوزيلندي.
- 28 أبريل – جاك هنتر لاعب كركيت نيوزيلندي.

### مايو
- 23 مايو – أليكس كام

### يونيو
- 13 يونيو – إميلي فانينغ لاعبة كرة مضرب نيوزيلندية.
- 13 يونيو – جاك غودهو لاعب رغبي نيوزيلندي.
- 13 يونيو – جوش غودهو
- 13 يونيو – ميخائيل راي لاعب كركيت نيوزيلندي.
- 30 يونيو – إيما ديك مُجدّفة نيوزيلندية.

### يوليو
- 21 يوليو – زاك وليامز درّاج طريق نيوزيلندي.

### أغسطس
- 8 أغسطس – جيرمين إينسلي لاعب اتحاد الرغبي أسترالي.

### سبتمبر
- 8 سبتمبر – كريستينا ويب
- 20 سبتمبر – لورا ديكر مستكشفة هولندية.
- 25 سبتمبر – سام مالكوم

### أكتوبر
- 19 أكتوبر – توني ستورم

### ديسمبر
- 5 ديسمبر – داني ليفي

## وفيات

### يناير
- 9 يناير – جيم كيلي (مواليد 1928) لاعب كريكت نيوزلندي.

### فبراير
- 19 فبراير – ريتشارد ماثيوز (مواليد 1921)
- 25 فبراير – جون أوبراين (مواليد 1927) مُجدّف نيوزيلندي.

### مارس
- 22 مارس – جون ليدر (مواليد 1908) لاعب كريكت نيوزلندي.
- 23 مارس – بات رالف (مواليد 1920)
- 26 مارس – ويني دافين (مواليد 1909) عاملة اجتماعية نيوزيلندية.

### مايو
- 23 مايو – إدنا بيرثا بيرس (مواليد 1906) ضابطة شرطة نيوزيلندية.

### يونيو
- 6 يونيو – جيم بارنز (مواليد 1908) سياسي نيوزيلندي.

### يوليو
- 28 يوليو – دوغلاس دالتون (مواليد 1913)

### أغسطس
- 13 أغسطس – بروس غرانت (مواليد 1963) متزحلق جبال الألب نيوزيلندي.

### نوفمبر
- 27 نوفمبر – أولاف إيفرسون (مواليد 1912) لاعب كريكت نيوزلندي.

### ديسمبر
- 11 ديسمبر – إيوان روبرتسون (مواليد 1948) منافِس أوليمبي نيوزيلندي.